# Michael F. Cowlishaw

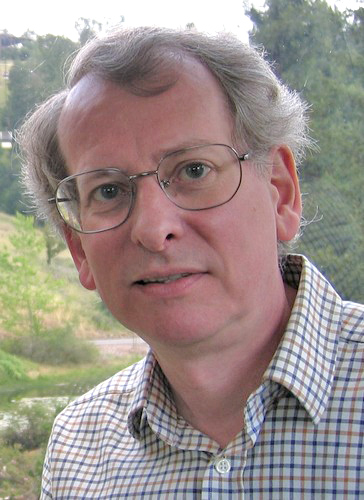
Cowlishaw 2005

Michael F. Cowlishaw, genannt Mike Cowlishaw, (*  in Bath) ist ein britischer Informatiker. Er ist für die Entwicklung der Programmiersprache REXX bekannt.

## Werdegang
Cowlishaw ging 1974 nach dem Studium der Elektrotechnik und Elektronik an der University of Birmingham (Bachelorabschluss 1974) zu IBM in Großbritannien als Elektronik-Ingenieur an deren Forschungslabor in Hursley. Anfang der 1980er Jahre entwickelte er die Programmiersprache Rexx. 1980 wechselte er an das Thomas J. Watson Research Center und 1982 wieder nach Großbritannien an das IBM-Forschungszentrum in Winchester. 1985/86 wurde er an Oxford University Press ausgeliehen zur Entwicklung eines Editors für das Oxford English Dictionary (Live Parsing Editor für SGML-Text, genannt LEXX). Er befasste sich auch weiter mit Electronic Publishing und den zugehörigen Standards. 1995 war er wesentlich an der Anpassung von Java für IBM-Produkte beteiligt und portierte die Java Virtual Machine zu OS/2. Er entwickelte NetRexx, eine Rexx-Variante für die Java VM. Von 1999 bis 2009 arbeitete er an Softwarepaketen für Dezimalarithmetik (und deren Implementierung in verschiedenen Programmiersprachen) bei IBM. 2010 ging er bei IBM in den Ruhestand. Er war seit 1999 Gastprofessor an der University of Warwick.
Er ist Hobbyflieger, Hobby-Höhlenforscher und an der Entwicklung diverser Anwendungen auf diesen Gebieten aktiv.
Er war 1989 Gründungsmitglied der IBM Academy of Technology, erhielt mehrere Outstanding Technical Achievement Awards von IBM und ist seit 1990 IBM Fellow. 1999 wurde er Fellow der Royal Academy of Engineering, der British Computer Society und des Institute of Engineering and Technology Lucknow (IET).

## Schriften
- The NetRexx language, Prentice-Hall 1997
- The REXX Language: a practical approach to programming, Prentice-Hall 1985, 1990
  - Deutsche Ausgabe Die Programmiersprache Rexx, Hanser 1988